# Три шага к небесам
Три шага к небесам (англ. Three Steps to Heaven) — американская мыльная опера, которая транслировалась на канале NBC с 3 августа 1953 года по 31 декабря 1954 года. Она была создана Ирвингом Вендигом. Дон Пардо был диктором. Одним из режиссёров был Гордон Ригсби.

## Краткий обзор
Мыльная опера повествует о Мэри Клэр «Пого» Турмонд, которая переехала в Нью-Йорк в надежде стать успешной моделью.
Программа частично спонсировалась Procter & Gamble, её рекламные ролики чередовались во вторник, среду и пятницу одной недели и во вторник и пятницу следующей недели.

## В ролях
- Кэтлин Магуайр[англ.], Филлис Хилл[англ.] и Дайана Дуглас в роли Пого Турмонд[6]
- Марк Робертс[англ.] и Вальтер Брукс в роли Билла Моргана[3]
- Джинджер Макманус в роли Анджелы[3]
- Лори Марк[англ.] в роли Дженнифер[3]
- Джо Браун-младший в роли Майка[3]
- Мона Бёрнс в роли Шарлотты Доан[3]
- Лори Вендиг в роли Элис[3]
- Дорис Рич в роли миссис Доан[3]
- Роджер Салливан в роли Барри Турмонда[3]
- Индж Адамс в роли Лауры[3]
- Фрэнк Тведелл в роли дяди Фрэнка[3]
- Ита Линден в роли Пиджин Маллой[3]
- Эрл Джордж в роли Уолтера Джонса[3]
- Бет Дуглас в роли Нэн[3]
- Джон Марли в роли Винса Баннистера[3]
- Дорт Кларк в роли Алана Андерсона[3]